# Ernst Engel (Verwaltungsbeamter)
Ernst Engel, Pseudonym Demokritos africanus (* 19. September 1871 in Laufen an der Eyach; † 28. Januar 1929 in Eislingen/Fils) war ein deutscher Verwaltungsbeamter in Deutsch-Südwestafrika und Dichter.

## Leben
Engel war ein Sohn des Pfarrers und Geologen Theodor Engel, der seit 1885 in Eislingen an der Fils wohnte und dort bis 1910 das Pfarramt versah. Er besuchte von 1885 bis 1886 die Lateinschule in Göppingen, danach war er von 1886 bis 1888 Schüler am Evangelischen Theologischen Seminar in Schöntal und von 1888 bis 1990 in Bad Urach.
Seinen Militärdienst absolvierte er als Einjährig-Freiwilliger in Tübingen von 1890 bis 1891. Dann nahm er ein Studium der Staatswissenschaft in Tübingen auf. Seit 1890/91 war er Mitglied der musischen Studentenverbindung AMV Stochdorphia Tübingen im SV. Das Studium schloss er mit zwei Dienstprüfungen in den Jahren 1895 und 1897 abschloss. Es folgte ein Jahr als stellvertretender Finanzamtmann in Weinsberg und als wissenschaftlicher Hilfsarbeiter. Schließlich promovierte er im Frühjahr 1898 zum Dr. jur. in Heidelberg und zum Dr. rer. pol. in Tübingen.
In den Jahren 1898 und 1899 unternahm er eine wissenschaftliche Reise, vermutlich nach England. Seit dem 1. Mai 1899 war als Intendanturassessor tätig. Ab 1901 war er als Intendanturrat in der Kaiserlichen Kolonialverwaltung in Tsingtau. 1904 kam er nach Deutsch-Südwestafrika, wo er nach dem Ende des Hererokriegs von 1907 bis 1911 als Vorsteher der Intendantur in Windhoek arbeitete.
Nach einer schweren Typhuserkrankung nahm er 1912 Urlaub in Deutschland. Am 8. Januar 1913 heiratete er in Eislingen die aus Pommern stammende Sophie Auguste geb. Pysall. Während des Ersten Weltkriegs hielt er sich als stellvertretender Intendant in Saarbrücken auf. Nach dem Ersten Weltkrieg war er von 1919 bis 1923 Bürgermeister in Idar an der Nahe, das er nach viermonatiger politischer Haft im Gefängnis in Trier und dem Zuchthaus in Wittlich in der Eifel auf Betreiben der französischen Besatzung verlassen musste.
Er kehrte nach Eislingen zurück und wohnte mit seiner Familie im Haus des Vaters. Nach langem Leiden verstarb er dort und wurde auf dem Eislinger Süd-Friedhof beerdigt.
Richard Hennig bezeichnet ihn als berühmten Südwestdichter, ohne seinen bürgerlichen Namen zu kennen. Berichte, die Ernst Engel während seiner Zeit in Südwestafrika nach Hause schickte, wurden vom Vater im Schwäbischen Merkur veröffentlicht.

## Schriften
- Demokritos africanus: Im Affenland – Reimereien aus Südwest, Berlin 1912.
- Afrikanisches Liederbuch. Neue Folge der Reimereien aus dem Affenlande, Saarbrücken 1919.
- Meine Erlebnisse in politischer Gefangenschaft. Von Bürgermeister Dr. Engel – Idar, z.Zt. Eislingen I., in: Stuttgarter Neues Tagblatt. 81. Jahrgang. Nr. 76, Morgen-Ausgabe: Dienstag, 19. Februar 1924, S. 1 f.
- Meine Erlebnisse in politischer Gefangenschaft. Von Bürgermeister Dr. Engel – Idar, z. Zt. Eisling
- Demokritos africanus: Im Affenland – Reimereien aus Südwest, Berlin 1912. Unveränderte Neuauflage 1963 im Afrika-Verlag Der Kreis (Heft 8 / 9 der Kleinen Reihe), Windhoek 1963.

## Quelle
- Ernst Engel. Namibiana Buchdepot, 22. September 2011. Abgerufen am 7. Juli 2025.